# Молоко Плюс
Молоко Плюс, також відомий як Молоко Найфі, — це хайбол-коктейль із книги Механічний апельсин. У книзі не уточнено складники, тому існує багато варіацій напою, кожна з яких містить базу з великої кількості молока, а до деяких додають певні наркотики, наприклад, барбітурати.
У книзі зазначено, що Молоко Плюс може бути з опіатами, синтетичним мескаліном, адренохромом чи іншими галюциногенами. Неповнолітнім можна подавати цей напій, оскільки до нього не входять заборонені наркотики.
Назва напою походить від слова у надсаті, вигаданому підлітковому арго, що позначає молоко та перекладається як «молоко плюс». Головні персонажі книги з його допомогою готуються до «ультранасилля».
У 2022 році роман увійшов до списку «Великого ювілейного читання» (Big Jubilee Read) — 70 книг авторів країн Співдружності, відібраних для святкування платинового ювілею Єлизавети ІІ.